# Stemonyphantes lineatus
Stemonyphantes lineatus là một loài nhện trong họ Linyphiidae. Chúng được Carolus Linnaeus miêu tả năm 1758.